# Mas de Sabater (Reus)
El Mas de Sabater és un mas del municipi de Reus (Baix Camp) inclòs en l'Inventari del Patrimoni Arquitectònic de Catalunya.

## Descripció
És una residència senyorial a la vora esquerra del barranc dels Cinc Ponts, ara urbanitzat, vora la Munta-i-Baixa, convertida en la plaça de Pompeu Fabra, entre el barranc dels Gossos i l'espai per on passava la via del tren de Lleida.
És una edificació aïllada, de planta rectangular damunt un pòdium. Està format per planta baixa, un pis, una torre a l'esquerra i soterrani. L'accés principal presenta una obertura arrodonida i porxada, té pilastres estriades, capitells compostos i balustrada de pedra artificial que correspon a la terrassa del primer pis. Les finestres són rectangulars i alguna de cega. El remat és en forma de frontó arrodonit i terrat a la catalana.
La torre és de planta quadrada, tres pisos, balustrada de ferro forjat, amb un grup de tres finestres a cada façana del darrer pis, vidres glaçats verds i blancs, mènsules, coberta de quatre vessants amb teules i careners vidriats. A l'interior hi ha sostre d'encavallada de fusta reposant sobre articulacions de ferro amb forma de pèndol. A la torre s'hi accedeix des del terrat. Els murs estan arrebossats, fusteria amb persianes enrotllables i de llibret. A l'entrada principal trobem una porta de ferro massís treballada que dona accés a un dels laterals del mas per un camí flanquejat per plataners.

## Història
Fa tres generacions que aquest mas pertany a la família Sabater. Als anys cinquanta es van realitzar ampliacions en el primer pis, i es canvià la coberta, que inicialment era a dos vessants, per terrat a la catalana. El mas du el nom d'un dels seus propietaris, Antoni Sabater i Esteve, comerciant d'olis i fruits secs. Actualment, és la seu de l'Hospital de Dia d'Esclerosi Múltiple.
Aquest edifici també ha estat conegut pel nom de "Mas de Paupes" o Mas de Pau Miró, nom de l'antic propietari a qui Sabater va comprar la finca el 1910.